# Barthel Lauterbach
Bart(h/t)el (von) Laut(t)erbach (der Ältere) (* 1515 in Löbau; † 1. Oktober  1578 in Gersdorf; Langname: Bartholomaeus von Lauterbach auf Gersdorff und Leitenthal [gemeint ist wohl Leutenthal]) gehörte zum kurfürstlich-sächsischen Dienstadel. Er war Hof- und Kammerrat bei den Kurfürsten Moritz und August von Sachsen, dazu von 1549 bis 1577/78 Rentmeister/Landrentmeister sowie Oberamtmann zu Nossen und Chemnitz.
Als Amtsschösser übernahm Lauterbach das aufgelassene Benediktinerkloster Chemnitz, das bis 1546 von seinem ehemaligen Abt Hilarius für den neuen Eigentümer, den sächsischen Kurfürsten, verwaltet worden war. In der Folgezeit baute Lauterbach das Kloster zum Jagdschloss um, zudem war dort die Amtsverwaltung für das Amt Chemnitz. 1547 wurde Lauterbach mit drei Kollegen, zwei davon für die thüringischen Gebiete, losgeschickt, die im Schmalkaldischen Krieg von Johann Friedrich I. übernommenen ernestinischen Ämter aufzusuchen und zu inventarisieren. In der Folge wurde auch eine Visitation aller albertinischen Ämter durchgeführt, was dann aufgrund des Engagements von Lauterbach zu den sogenannten Moritzschen Erbbüchern führte. Auch wenn er wohl nicht alle selbst erstellte, so dienten seine Erbbücher als Vorbild, und er wurde immer wieder persönlich zu Rate gezogen.
Sein Sohn war der Heldrungener Amtshauptmann Johann Lauterbach (* 1550; † um 1616), der 1587 Schloss Noschkowitz erwarb.
Nach Lauterbachs Tod auf dem Rittergut Gersdorf wurde für ihn in der Pfarrkirche in Etzdorf ein Gedächtnismal aufgestellt, das eine große Nähe zur Weesensteiner Tafel aufweist. Seit 2005 hängt das teilrestaurierte Epitaph des Barthel Lauterbach (auch Lauterbachepitaph) im Meißner Dom.

## Literatur

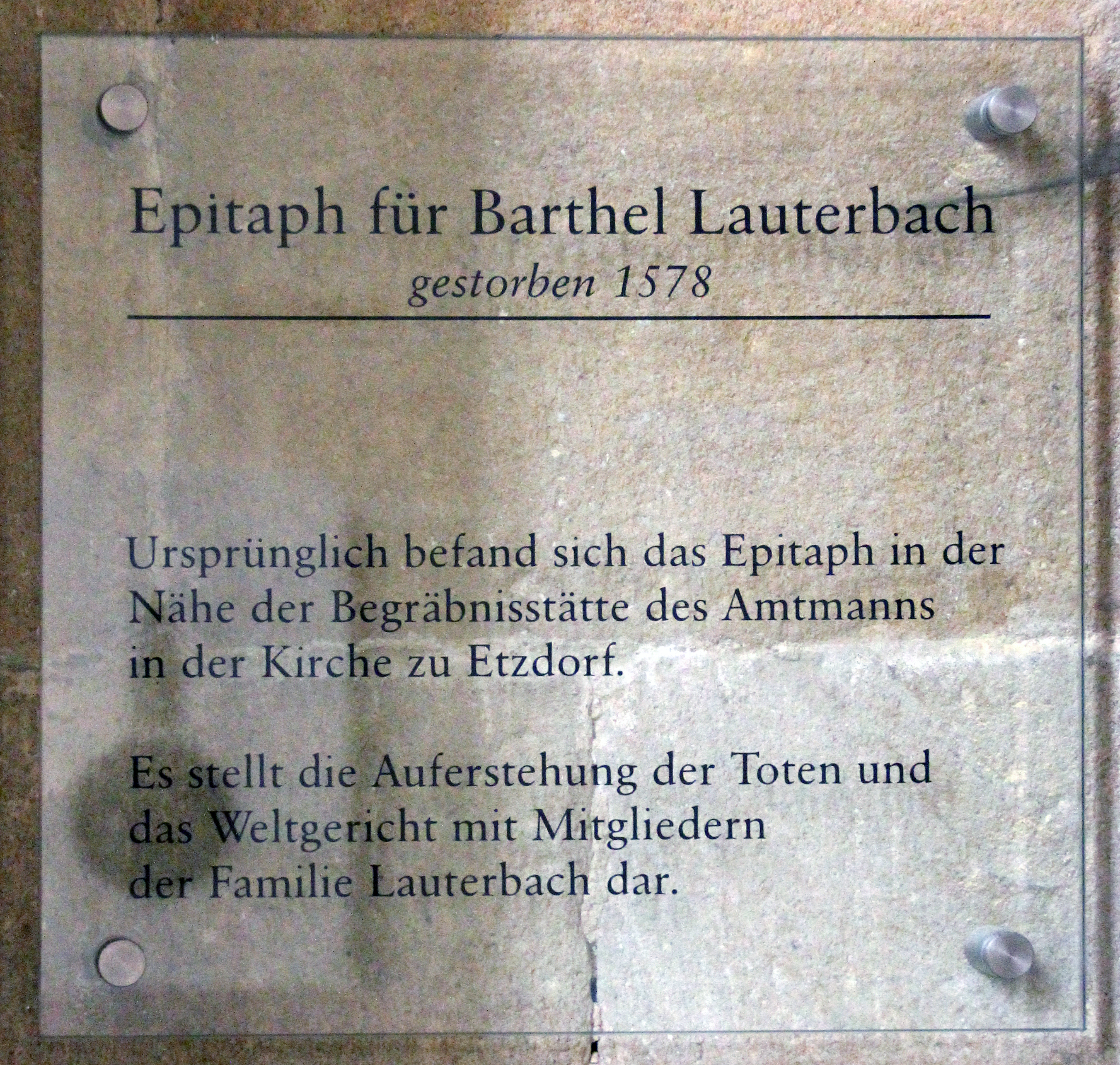
Schrifttafel zum Epitaph in Meißen